# Alexandra David-Néel
Alexandra David-Néel, pseudônimo de Louise Eugénie Alexandrine Marie David  (Saint-Mandé, 24 de outubro de 1868 — Digne-les-Bains, 8 de setembro de 1969) foi uma famosa escritora espiritualista, budista, anarquista, reformadora religiosa e exploradora francesa.
David-Néel viajou durante quatorze anos por todo o Tibete e foi reconhecida como a primeira mulher europeia a ser consagrada lama. Tornou-se praticante de tumo, uma técnica essencialmente tibetana de aquecimento corporal por meio da meditação, e da criação de tulpas, criaturas imaginárias que, segundo os monges budistas, chegariam quase a se materializar no mundo real. No decorrer de suas viagens e estudos escreveu mais de quarenta livros sobre o budismo.

## Biografia

### 1868-1904: infância e juventude

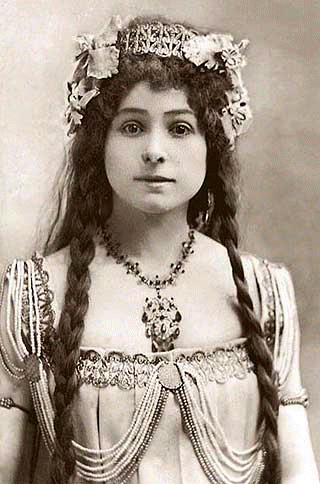
Alexandra em sua juventude.

Nascida em Paris, mudou-se com a família aos seis anos para Ixelles. O pai de Alexandra foi professor (e militante republicano aquando da revolução de 1848, amigo do geógrafo anarquista Élisée Reclus), e a sua mãe era uma mulher católica que quis dar-lhe uma educação religiosa. Alexandra frequentou durante toda a sua infância e adolescência a casa do anarquista Élisée Reclus. Este levou-a a interessar-se pelas ideias anarquistas da época (de Max Stirner, Mikhail Bakunin...) e pelas ideias feministas que a inspiraram a publicar Pour la vie. Por outro lado, converteu-se em colaboradora livre de La fronde, uma publicação feminista administrada de forma cooperativa por mulheres, criada por Marguerite Durand, e participou em várias reuniões do «conselho nacional de mulheres francesas» ou italianas embora tenha recusado algumas das posições adotadas nestas reuniões (por exemplo, o direito ao voto), preferindo a luta pela emancipação a nível económico, que era, segundo ela, a causa essencial da desgraça das mulheres que não podiam desfrutar de independência financeira. Por outro lado, Alexandra foi-se afastando destas « amáveis aves, de preciosa plumagem », referindo-se às feministas procedentes da alta sociedade, que esqueciam a luta económica que a maior parte das mulheres enfrentava.

### 1904-1911: como mulher casada
Em 4 de agosto de 1904 Alexandra casou em Tunes com Philippe Néel, conhecido no casino de Tunes, engenheiro-chefe dos caminhos-de-ferro tunisinos, de quem era amante desde 15 de setembro de 1900. Embora a sua vida em comum fosse por vezes tempestuosa, esteve sempre impregnada de respeito mútuo. A relação terminou definitivamente em 9 de agosto de 1911 com a sua partida para a segunda viagem à Índia (1911-1925). Não obstante, depois desta separação, ambos os esposos encetaram uma abundante correspondência que não acabaria senão com a morte de Philippe Néel em fevereiro de 1941. Infelizmente, desta correspondência só se conservam atualmente as cópias das cartas escritas por Alexandra; parece que as escritas pelo seu marido se perderam devido às tribulações de Alexandra na guerra civil chinesa, em meados da década de 1940.

### Viagens e vida mística

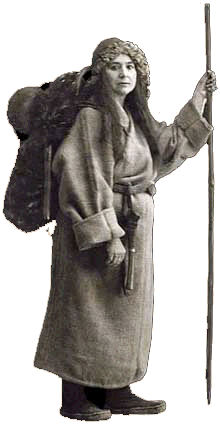
Alexandra em 1924

Os seus interesses ideológicos atraíram-na desde cedo, por meio das famosas viagens. Com as largas estadias no Tibete foi adquirindo grande conhecimento dos lamas budistas. Alexandra chegou a passar longos anos de ensino e, muito curiosa, estava  motivada a querer sempre ampliar o seu conhecimento.
Em especial, uma prática, um jogo perigoso, algo que não deveria nunca ter conhecido, foi o início do seu particular inferno. Alexandra mostrou-se muito interessada por uma prática budista denominada criação de um tulpa. Os lamas budistas advertiram-na que era uma aprendizagem nada recomendável, pois consiste na criação de um fantasma gerado através da nossa mente. Alexandra foi advertida de que estas criações poderiam tornar-se perigosas ou incontroláveis. Demasiado tarde, pois Alexandra estava fascinada com tal ideia e ignorou a advertência dos seus educadores.
Sob a criação do mundo segundo os lamas, o universo onde vivemos é uma projeção criada por nós mesmos, não havendo fenómeno que exista se não for concebido pelo espírito humano. Os tulpas são entidades criadas pela mente dos lamas e são geralmente utilizados como escravos. São figuras visíveis, tangíveis, criadas pela imaginação dos iniciados.
Alexandra afastou-se do resto dos seus companheiros e, uma vez isolada de tudo, começou a concentrar-se em tal prática. Viu no seu interior o que queria criar, imaginando um monge de baixa estatura e gordo. Queria que fosse alegre e de inocente atitude. Após uma dura sessão, aquela entidade apareceu frente a si.
A entidade era algo parecido com um robot: só realizava e respondia aos comandos da sua criadora. Com um sorriso fixo no seu rosto, o monge acedia sem recusa ao que ela lhe ordenava. Lamentavelmente, nem sempre foi assim e aquele tulpa começou a realizar atividades que não lhe tinham sido encomendadas. Tal era a independência daquele fantasma de aparência corpórea que os demais monges o confundiam com um mais. A sua criadora começou a sentir medo, pois aquela entidade começava a ser um ser com vontade própria.
À medida que ia sendo mais independente, os riscos físicos que aquele bonacheirão monge fantasma apresentava foram mudando. O seu afável sorriso foi dando lugar a uma face mais carrancuda, o seu olhar passou a ser malévolo e nada afável para todos os que conviviam com aquele estranho ser. A própria Alexandra sentia cada vez mais medo.
No seu livro "Mystiques et Magiciens du Tibet", de 1929, Alexandra David-Néel narra os seis duros meses que durou a inversão daquele processo, conseguindo que a sua criação se desvanecesse. Aquele monge tinha-se tornado insuportável e Alexandra tardou antes de conseguir inverter o processo. “Não há nada estranho na circunstância que possa ter criado a minha própria alucinação. O interessante é que nestes casos de materialização, outras pessoas vêem as formas de pensamentos criadas.”- declarou a antropóloga quando posteriormente lhe foi atribuída uma medalha de ouro pela Sociedade Geográfica de Paris e nomeada Cavaleiro da Legião de Honra.

## Trabalhos
- 1898 Pour la vie
- 1911 Le modernisme bouddhiste et le bouddhisme du Bouddha
- 1927 Voyage d'une Parisienne à Lhassa
- 1929 Mystiques et Magiciens du Tibet
- 1930 Initiations Lamaïques
- 1931 La vie Surhumaine de Guésar de Ling le Héros Thibétain
- 1933 Grand Tibet; Au pays des brigands-gentilshommes
- 1935 Le lama au cinq sagesses
- 1938 Magie d'amour et magic noire; Scènes du Tibet inconnu
- 1939 Buddhism: Its Doctrines and Its Methods
- 1940 Sous des nuées d'orage; Recit de voyage
- 1949 Au coeur des Himalayas; Le Nepal
- 1951 Ashtavakra Gita; Discours sur le Vedanta Advaita
- 1951 Les Enseignements Secrets des Bouddhistes Tibétains (Ensinamentos secretos dos budistas tibetanos)
- 1951 L'Inde hier, aujourd'hui, demain
- 1952 Textes tibétains inédits
- 1953 Le vieux Tibet face à la Chine nouvelle
- 1954 La puissance de néant, by Lama Yongden (O poder do nada)
- Grammaire de la langue tibetaine parlée
- 1958 Avadhuta Gita
- 1958 La connaissance transcendante
- 1961 Immortalite et reincarnation: Doctrines et pratiques en Chine, au Tibet, dans l'Inde
- L'Inde où j'ai vecu; Avant et après l'independence
- 1964 Quarante siècles d'expansion chinoise
- 1970 En Chine: L'amour universe! et l'individualisme integral: les maitres Mo Tse et Yang Tchou
- 1972 Le sortilège du mystère; Faits étranges et gens bizarre rencontrés au long de mes routes d'orient et d'occident
- 1975 Vivre au Tibet; Cuisine, traditions et images
- 1975 Journal de voyage; Lettres à son Mari, 11 août 1904 - 27 decembre 1917. Vol. 1. Ed. Marie-Madeleine Peyronnet
- 1976 Journal de voyage; Lettres à son Mari, 14 janvier 1918 - 31 decembre 1940. Vol. 2. Ed. Marie-Madeleine Peyronnet
- 1979 Le Tibet d'Alexandra David-Neel
- 1986 La lampe de sagesse